# Atol Saint-Joseph
L'Atol Saint-Joseph és part del grup de les Illes Amirantes o Almirall que es troben a les Illes Exteriors de Seychelles. L'atol està situat al sud-oest de l'arxipèlag anomenat Seychelles Interiors, a una distància de 248 km al sud de Victòria, capital de Seychelles.

## Història
L'atol va ser descobert l'any 1770 per mariners europeus.
Atol Privat
El 1960, l'illa es va convertir en la propietat d'una família seychellesa, que van construir una plantació de cocos a l'illa principal de l'atol, anomenada també illa de Saint-Joseph.
Preservar la natura
A l'agost de 2012, es va revelar que l'atol es va vendre, juntament amb l'illa D''Arros, per 60 milions de dòlars americans, per ser gestionada per la Fundació "Save Our Seas" (Salvar els Nostres Mars).

## Geografia
L'atol Saint-Joseph està situat a només 2.3 quilometres (1.4 mi) a l'est de la part oriental de l'illa D'Arros, però és una altra unitat geogràfica, separats per 60–62 metres (197–203 ft) profunditat de l'aigua d'un 1 quilometre (0.62 mi) d'ample del canal, que és més profunda que gran part del Banc Amirantes.
La superfície de l'atol és de 1.21 quilometres quadrats (0.47 sq mi). La principal illa és Saint-Joseph que té forma de mitja lluna, coral prim i sorra, 2.2 quilometres (1.4 mi) llarg i amb una mitjana 0.4 quilometres (0.25 mi) d'ample, i altura no superior a 3 metres (9.8 ft).
Les copes dels arbres són a uns 24 m d'alçada.

### Els esculls de corall
L'atol està a una zona d'escull de corall orientada de la mateixa manera, amb dimensions màximes de 6.6 quilometres (4.1 mi) i 4.4 quilometres (2.7 mi).
La seva superfície total és 22.53 km², dels quals uns 11,74 km² comprenen els corals plans perifèrics, 4.8 km² a l'interior de la llacuna, i només 1.39 km² de la superfície de tots els illots.
Profunditats de 500 m, es troben a només 1,5 km a l'est de l'escull, i de 1000 m un quilòmetre més a l'est.

### Llacuna
La llacuna està completament envoltada per l'entorn de corall. Quan l'aigua està baixa drena sobre un estret ampit, Passe Lerein Fin, en el seu extrem occidental. La llacuna té una profunditat màxima de 6,4 m. Altres sondes van des de 2,1 a 3,7 m. Esculls perifèrics, a més de ser excepcionalment àmplis, estan coberts (excepte en el costat oest) amb sorra mòbil. Les marees estan envaint els marges de la llacuna a la seva banda de sobrevent, que està marcada en aquesta part per una discontínua línia o banc de sorra. No hi ha esculls que sobresurtin a la llacuna.

### Llista d'illots
L'atol té 13 illots de sorra: els tres grans al llarg de la nord-est i est de la costa, que estan coberts per plantacions de coco, i els restants al sud:
Mapa de tots els punts: OSM (KML)
| #  | Illa                              | tipus       | Àrea (hectàrees) | Ubicació                                                  |
| -- | --------------------------------- | ----------- | ---------------- | --------------------------------------------------------- |
| 1  | Vars                              | cai d'arena | 0.21             | 05° 24′ 22″ S, 53° 19′ 34″ E / 5.40611°S,53.32611°E       |
| 2  | Ressource                         | illa        | 12.10            | 05° 24′ 34″ S, 53° 19′ 36″ E / 5.40944°S,53.32667°E       |
| 3  | Fouquet Island (ÎIe aux Fouquets) | illa        | 16.70            | 05° 25′ 23″ S, 53° 20′ 24″ E / 5.42306°S,53.34000°E       |
| 4  | Pelican Cay (Pélicans)            | cai d'arena | 6.00             | 05° 26′ 10″ S, 53° 20′ 56″ E / 5.43611°S,53.34889°E       |
| 5  | Saint Joseph Island               | illa        | 108.40           | 05° 26′ 28″ S, 53° 21′ 35″ E / 5.44111°S,53.35972°E       |
| 6  | Carcassaye Island                 | cai d'arena | 2.72             | 05° 24′ 22″ S, 53° 21′ 23″ E / 5.40611°S,53.35639°E       |
| 7  | Sable Islet                       | cai d'arena | 0.12             | 05° 26′ 52″ S, 53° 21′ 28″ E / 5.44778°S,53.35778°E       |
| 8  | Benjamen Island                   | cai d'arena | 6.80             | 05° 26′ 28″ S, 53° 20′ 47″ E / 5.44111°S,53.34639°E       |
| 9  | Ferrari Island                    | cai d'arena | 1.02             | 05° 26′ 47″ S, 53° 20′ 56″ E / 5.44639°S,53.34889°E       |
| 10 | Chien Island                      | cai d'arena | 3.25             | 05° 26′ 59.6″ S, 53° 20′ 49.9″ E / 5.449889°S,53.347194°E |
| 11 | Paul Island (ÎIe aux Poules)      | illa        | 4.58             | 05° 26′ 44″ S, 53° 20′ 28″ E / 5.44556°S,53.34111°E       |
| 12 | Banc aux Cocos east               | cai d'arena | 0.70             | 05° 26′ 12″ S, 53° 19′ 36″ E / 5.43667°S,53.32667°E       |
| 13 | Banc aux Cocos west               | cai d'arena | 0.60             | 05° 26′ 04″ S, 53° 19′ 21″ E / 5.43444°S,53.32250°E       |
|    | Atol Saint-Joseph                 | Atol        | 163.2            | 05° 26′ S, 53° 21′ E / 5.433°S,53.350°E                   |

## Administració
Les illes pertanyen al Districte de les Illes Exteriors.

## Dades demogràfiques
L'atol és actualment deshabitat. Va acollir una petita població de 10 persones, que es va traslladar a l'illa D'Arros. Hi ha diversos edificis en ruïnes, a l'illa principal de Saint-Joseph, prop de la superfície conreada a l'extrem occidental.

## Transport
Es pot arribar a l'atol amb vols a una pista d'aterratge sense asfaltar (codi OACI: FSDA).

## Galeria d'imatges

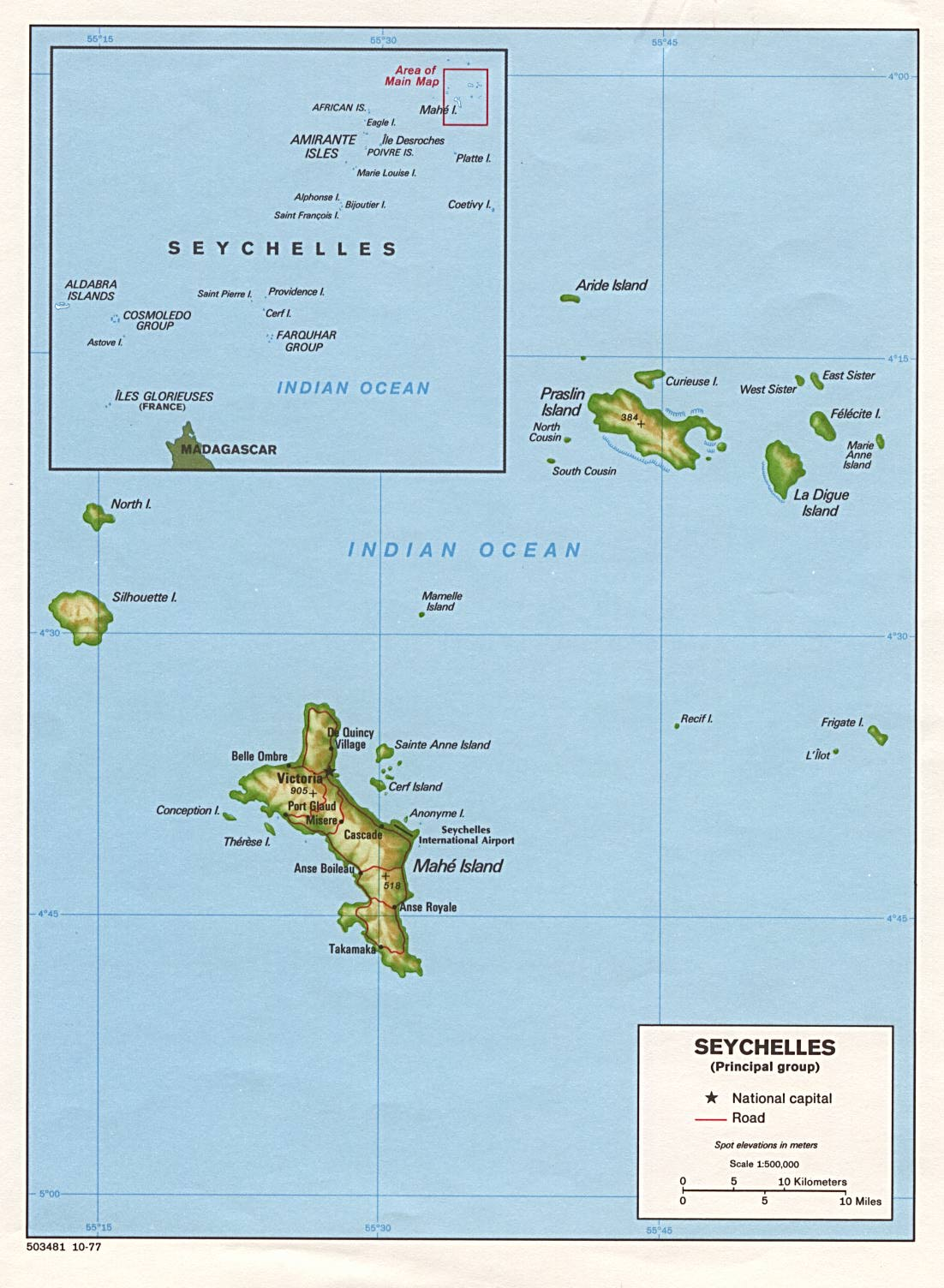
Mapa general
Mapa del Districte